# All Star Game maschile di pallavolo 2003
L'All Star Game maschile di pallavolo 2003 fu la 13ª edizione della manifestazione organizzata dalla FIPAV.

## Regolamento
Alla manifestazione presero parte due squadre, la Nazionale Italiana e la Nazionale Brasiliana.
Venne disputata una partita unica. La gara si svolse al Palalido di Milano, sede della manifestazione.